# محمود جنداري
محمود جُنداري جمعة الجميلي (1944 - 14 يوليو 1995) كاتب قصصي عراقي. ولد في الجميلة بالشرقاط. تعلم في مدرستها الابتدائية 1952-57 ثم بمدرسة الصناعة المتوسطة بالموصل 1957-58 فمدرسة الصناعة الإعدادية فيها 1959-63. عيّن مديرًا في شركة توزيع المنتجات النفطية في الموصل. سجن سنتين ونصف السنة أيام العراق البعثي وبعد خروجه من السجن عاش مريضًا إلى أن توفي إثر نوبة قلبية في مدينة كركوك. يعد من الرواد القصة القصيرة العراقية.

## سيرته
ولد محمود جنداري جمعة الجميلي سنة 1944م / 1363 هـ في بلدة الجميلة بالشرقاط من الوحدة الإدارية الموصل بالمملكة العراقية لأبوين فلّاحين. وهو الثاني من سبعة أخوة وأخت واحدة. كان والده مسلمًا ملتزمًا، يقرأ القرآن بصورة جيّدة. أنهى محمود جنداري الدراسة الابتدائية في المدرسة الوحيدة الموجودة في بلدته آنذاك، ونجح بتفوق، وخلال دراسته مارس كل أعمال الزراعة، من الحنطة والشعير، وحصادها. ثم انتقل إلى الموصل عام 1958 لمواصلة دراسته المتوسطة، فقبل في القسم الداخلي لثانوية الصناعة. وبقي فيه على نفقة وزارة التربية ست سنوات دراسية. وفي عام 1960 تعرف على الأدب العالمي، وقع بيده كتاب آلام فرتر لجوته، وبنفس العام أعلن إحدى مجلات الفكاة المنتشرة أنذاك عن مسابقة القصة، واشترك محمود جنداري بالمسابقة. وفي عام 1963 أنهى الدراسة الثانوية.

وبعد تخرجه، اشتغل عاملًا في معمل للمشروبات الغازية بالموصل لأقل من سنة. من النصف الأخير من عام 1964 حصل عى وظيفة أمين مخزن في مديرية توزيع المنتوجات النفطية وظل موظفًا فيها حتى انتقل إلى بغداد.

سجن بتهمة التآمر على قلب نظام الحكم في العراق البعثي، فحُكِم عليه لمدة عشرين عاماً، لكنه لم يبق في السجن إلا سنتين ونصف السنة. وبعد خروجه من السجن عاش مريضًا إلى أن توفي يوم 14 يوليو (تموز) 1995/ 16 محرم 1416 إثر نوبة قلبية بعد رحلة مع المرض في مدينة كركوك.

## مهنته الأدبية
كان عضوًا في الاتحاد العام للأدباء والكتاب في العراق. بدأ نشر قصصه في الصحافة المحلية منذ 1965، وكتب نقد أدبي ومقالة أدبية ونشر نماذج منها في الدوريات، وله مجموعات قصصية وعدة‌ روايات. أول قصة نشرت له كانت بعنوان «النافورة» في مجلة «العاملون في النفط». 

كتب عنه الكثير من النقاد وأشادوا بآثاره في الأدب القصصي، ويعتبر من الرواد وكان له دور متميز في تطوير القصة العراقية في القرن العشرين. بزر بوصفه قصصيًا في الواقعية السحرية وما كان لجنداري «أن ينتهج الواقعية السحرية اعتباطًا، وإنما هي رغبته في مماحكة الواقعية والتخالف معها بالسحرية...وبهذه الجدة في توظيف الواقعية السحرية يكون محمود جنداري هو السارد المبتكر والفيلسوف الحالم الذي وجد في السحر أسلوبًا به يكشف جدلية الزمان المكان وحقيقة الواقع وجودًا وتاريخًا باحثًا عن يوتوبيا فيها يجد لتساؤلاته جوابًا ولشكوكه يقينًا.» برأي نادية هناوي. وبرأي صفاء ذياب كان لمجموعته «الحصار» (1978) و«مصاطب الآلهة» (1995) أثر كبير على القصة القصيرة العراقية.

## مؤلفاته
نشرت له مجموعة الكاملة لأعماله في 2018 عن دار تموز. من مؤلفاته القصصية:
- «أعوام الظمأ»، 1968
- «الحصار»، 1978
- «حالات»، 1984
- «الحافات»، رواية، 1989
- «مصاطب الآلهة»، 1995